# Jürg Wenger
Jürg Wenger (né en 1969), est un skeletoneur suisse actif entre 1991 et 2003.

## Biographie
Il a obtenu son principal résultat en devenant champion du monde en 1995 à Lillehammer.

## Palmarès

### Championnats du monde
- Individuel :
  -  Médaille d'or : en 1995.

### Coupe du monde
- 1 podium individuel : 1 troisième place.